# جامعة الكومونويلث في فيرجينيا مدرسة الطب

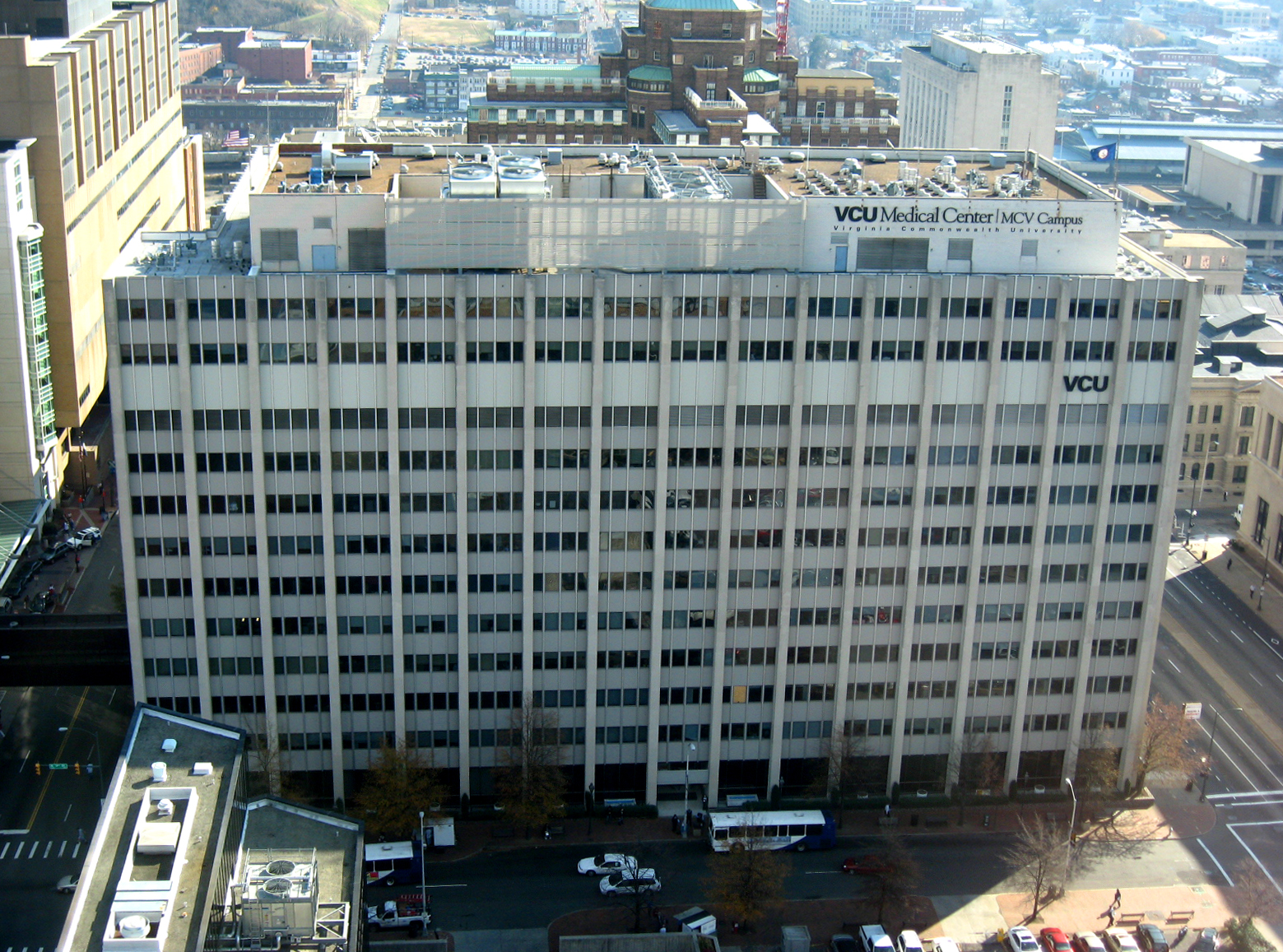

جامعة الكومونويلث في فيرجينيا مدرسة الطب (بالإنجليزية: Virginia Commonwealth University School of Medicine)‏ هي إحدى الكليات لتدريس الطب في الولايات المتحدة الأمريكية. تقع في مدينة ريتشموند في ولاية فيرجينيا الأمريكية. نوع الشهادة الطبية التي يتم تحصيلها هناك هي دكتور في الطب.